# Ernst Olsson (1909–1990)
Ernst Wilhelm Olsson, född 16 februari 1909 i Karlskrona, död 21 januari 1990 i Listerby församling i Blekinge län, var en svensk lantbrukare och politiker (centerpartist).
Olsson var ledamot av första kammaren från 1959, invald i Blekinge och Kristianstads läns valkrets.
Ernst Olsson är begravd på Edestads kyrkogård.